# Lionel Walter Rothschild, druhý baron Rothschild
Lionel Walter Rothschild, 2. baron Rothschild, baron de Rothschild (8. února 1868 – 27. srpna 1937) byl britský bankéř, politik a zoolog a člen dynastie Rothschildů.

## Životopis
Byl nejstarší syn a dědic lorda Nathana Rothschilda. Jeho otec byl nesmírně bohatý finančník mezinárodní finanční dynastie Rothschildů a stal se prvním židovským nekonvertovaným (ke křesťanství) peerem v Anglii. Kvůli svému křehkému zdraví se musel vzdělávat doma. Jako mladý muž cestoval po Evropě a rok studoval na univerzitě v Bonnu před tím než nastoupil na Magdaleny College v Cambridge. Po dvou letech studia v roce 1889 univerzitu opustil, aby se mohl věnovat rodinnému bankovnímu podnikání a studovat finance. V 21 letech neochotně odešel pracovat do rodinné banky, NM Rothschild & Sons v Londýně. Zde působil mezi lety 1889 – 1908.

### Zoologie
Protože neměl zájem ani talent pro finančnictví, bylo mu nakonec dovoleno věnovat se svým zálibám, a to zejména botanice. Již ve svých sedmi letech totiž prohlásil, že založí botanickou zahradu. Jako dítě sbíral hmyz, motýly a zvířata. Mezi jeho domácí zvířata v rodinného domě v Tring Parku patřili například klokani a exotické ptactvo.
Rothschildova sbírka čítala 300 000 ptáků, 200 000 ptačích vajíček, 2 250 000 motýlů a 30 000 brouků. Dále také tisíce druhů savců, ještěrů a ryb. Vytvořil největší soukromou zoologickou sbírku v historii.
Jako první popsal Giraffa camelopardis rothschildi, poddruh žirafy s pěti rohy místo dvou, který nese jeho jméno. V dnešní době je to jeden z devíti nejohroženějších druhů na světě. Dále objevil 153 druhů hmyzu, 58 ptáků, 17 savců, tři ryby, tři pavouky, dva plazy, jednoho členovce a červa, které jsou po něm pojmenováni.
V roce 1892 si otevřel soukromé muzeum přístupné veřejnosti. Byla to největší světová zoologická sbírka. Roku 1932 byl donucen prodat značnou část své kolekce ptáků do Amerického muzea přírodních věd poté, co byl vydírán. V roce 1936 věnoval zbytek sbírky fondu Britského muzea. Jeho zoologické museum v Tringu je nyní součástí Muzea přírodních věd.

### Politika, sionismus a Balfourova deklarace
Byl členem britské Liberální strany. V letech 1899 až 1910 působil jako poslanec za obvod Aylesbury. Byl aktivním sionistou a blízkým přítelem Chajima Weizmanna. Pracoval na návrhu vzniku židovského státu v Palestině. 2. listopadu 1917 obdržel dopis od britského ministra zahraničí Arthura Balfoura, jenž mu byl adresován přímo domu na Piccadilly 148. V tomto dopise vyjádřila britská vláda podporu pro vznik Palestiny jako „národního domova pro Židy“. Tento dopis je známý jako Balfourova deklarace.

## Rodina
Nikdy se neoženil, jedna z jeho dvou milenek mu porodila dceru. V roce 1915 zdědil britský peerský titul „Baron Rothschild“ od svého otce Nathana Mayera Rothschilda. Také zdědil titul „Baron de Rothschild“ od rakouské koruny, co byl v Británii platný šlechtický titul na základě nařízení z 27. dubna 1932.  V roce 1929 koupil jednu z největších rezidencí na Manhattanu v New Yorku, na 70. ulici. Zemřel v roce 1937 v Hertfordshire v 69 letech. Neměl žádné právoplatné dědice, takže jeho titul připadl jeho synovci Victoru Rothschildovi.

## Ocenění
V roce 1898 mu univerzita v Giessenu udělila čestný doktorát. Roku 1899 byl zvolen správcem britského muzea. V roce 1911 se stal členem Royal Society.